# Långören (vid Sveaborg, Helsingfors)
Långören, finska: Pitkäouri, är en ö i Finland. Den ligger i Finska viken och i kommunen Helsingfors i landskapet Nyland, i den södra delen av landet. Ön ligger nära Helsingfors.
Öns area är 2,3 hektar och dess största längd är 280 meter i öst-västlig riktning.